# Júlia Lopes de Almeida
Júlia Valentim da Silveira Lopes de Almeida (Río de Janeiro, 24 de septiembre de 1862-ibídem, 30 de mayo de 1934) fue una escritora, cuentista, dramaturga, periodista, conferencista, abolicionista, feminista, naturalista y ambientalista (avant la lettre) brasileña. Fue una de las primeras mujeres de ese país que obtuvieron fama y aceptación social como escritoras.
En su carrera profesional, que abarcó cinco décadas, escribió en una variedad de géneros literarios. Sin embargo, es su ficción ―que escribió bajo la influencia de los naturalistas Emile Zolá y Guy de Maupassant― la que ha capturado la atención de los críticos recientes. Sus notables novelas incluyen Memórias de Marta, la primera novela brasileña ambientada en una ciudad, A família Medeiros (La familia Medeiros) y A falência (La quiebra). Enormemente influyente y apreciada por sus compañeros como Aluísio Azevedo, João do Rio y João Luso, es recordada como una de las primeras defensoras de los modernos roles de género, el aumento de los derechos de las mujeres (como pionera de escritoras posteriores como Clarice Lispector), y por su apoyo a la abolición. Estuvo casada con el poeta Filinto de Almeida.

## Vida
Lopes de Almeida nació en 24 de septiembre de 1862 en Río de Janeiro.
Era hija del Dr. Valentín José Lopes da Silveira, médico y profesor, después llamado Vizconde de San Valentín, y de Adelina Lopes Pereira.
Vivió parte de su infancia en Campinas (estado de San Pablo).
Mostró precozmente una fuerte inclinación por las letras, aunque en su momento esto no era compatible con el gusto de sus padres. En el Brasil imperial, una mujer dedicada a la literatura era vista con cierto prejuicio.
Su carrera comenzó en un periódico de Campinas, la Gazeta de Campinas, en 1881. Su primer artículo fue sobre teatro. Ese año sucedieron varios cambios en la literatura brasileña, como la obra Memórias póstumas de Brás Cubas de Machado de Assis. Lopes de Almeida siguió las nuevas tendencias, sin embargo, su fama fue efímera.
También escribió en Ilustração Brasileira, A Semana, O País, Tribunal Liberal.
A pesar de que fue una de las primeras mujeres brasileñas que escribió, no logró el mismo éxito que tenían escritoras como George Sand y Jane Austen.
El 28 de noviembre de 1887 se casó con el joven escritor y poeta portugués Filinto de Almeida, que por entonces era director de la revista A Semana, que se publicaba en Río de Janeiro. En esa revista Julia colaboró de manera sistemática durante varios años.
Fue madre de los también escritores Afonso Lopes de Almeida, Albano Lopes de Almeida y Margarida Lopes de Almeida.
En una entrevista concedida a João do Rio ―entre 1904 y 1905― dijo:

Pois eu em moça fazia versos. Ah! Não imagina com que encanto. Era como um prazer proibido! Sentia ao mesmo tempo a delícia de os compor e o medo de que acabassem por descobri-los. Fechava-me no quarto, bem fechada, abria a secretária, estendia pela alvura do papel uma porção de rimas...
De repente, um susto. Alguém batia à porta. E eu, com a voz embargada, dando volta à chave da secretária: já vai, já vai! A mim sempre me parecia que se viessem a saber desses versos, viria o mundo abaixo.
Um dia porém, eu estava muito entretida na composição de uma história, uma história em verso, com descrições e diálogos, quando ouvi por trás de mim uma voz alegre:
– Peguei-te, menina!
Estremeci, pus as duas mãos em cima do papel, num arranco de defesa, mas não me foi possível. Minha irmã, adejando triunfalmente a folha e rindo a perder, bradava:
– Então a menina faz versos? Vou mostrá-los ao papá!
– Não mostres!
– É que mostro!
Porque yo cuando era moza hacía versos. ¡Ah! No se imagina con qué encanto. ¡Era como un placer prohibido! Sentía al mismo tiempo la delicia de componerlos y el miedo de que acabasen por descubrirlos. Me encerraba en el cuarto, bien cerrada, abría el escritorio, extendía por la blancura del papel un montón de canciones...
De repente, un susto. Alguien llamó a la puerta. Y yo, con voz entrecortada, dando vuelta a la llave de la mesa: «¡Ya va, ya va!». A mí siempre me parecía que si llegasen a saber de estos versos, se vendría el mundo abajo.
Un día, sin embargo, yo estaba muy entretenida en la composición de una historia, una historia en verso, con descripciones y diálogos, cuando oí detrás de mí una voz alegre:
―¡Te descubrí, niña!
Me estremecí, puse las dos manos encima del papel, en un arranque de defensa, pero no me fue posible. Mi hermana, ondeando triunfalmente la hoja y riendo a carcajadas, gritaba:
―¿Entonces la chica hace versos? ¡Voy a mostrárselos a papá!
―¡No los muestres!
―¡Los mostraré!
Júlia Lopes

## Carrera literaria
Su producción literaria fue enorme, más de 40 volúmenes que cubren novelas, cuentos, literatura infantil, teatro, periodismo, ensayos y libros de texto. En la columna que escribió durante más de 30 años en el diario O País, discutió temas sobre feminismo e igualdad social, y realizó varias campañas en defensa de las mujeres.
Fue presidenta honoraria de la Legião da Mulher Brasileira (Legión de la Mujer Brasileña), establecida en 1919.
Asistió a las reuniones en las que se creó la Academia Brasileña de Letras, de la que finalmente fue excluida por ser mujer.
Almeida escribió muchas obras, siendo las más famosas Família Medeiros y A herança (La herencia), ambas novelas psicológicas. Sus novelas y cuentos fueron profundamente influenciados por Emile Zolá y Guy de Maupassant.
Particularmente notable es la literatura para niños, que escribió especialmente entre 1900 y 1917. Sus principales obras para niños fueron Histórias de nossa terra (Historias de nuestra tierra) y Era uma vez (Érase una vez).
En una época en que la mayoría de los libros para niños eran meras traducciones de libros europeos, ella y su hermana, Adelina Lopes Vieira, fueron las primeras en escribir textos originales en portugués.
Su colección de cuentos cortos Ânsia eterna (de 1903) fue influenciada por Guy de Maupassant. Una de sus crónicas inspiró a Artur Azevedo a escribir la obra de teatro O dote (‘la dote’). En colaboración con su esposo Felinto de Almeida, en 1932 publicó en forma de folletín en el diario Jornal do Commercio su última novela, A casa verde (1932).
Murió dos años más tarde, el 30 de mayo de 1934, en la ciudad de Río de Janeiro.
Con la difusión del modernismo brasileño, su obra cayó en el olvido. Gracias a la reciente reedición de varias novelas por la editora brasileña Mulheres, sus libros se han puesto a disposición de los nuevos lectores y académicos.
Entre el 15 y el 30 de marzo de 2013, la exposición Mujeres escritoras del siglo XIX, presentó fotografías, libros y citas de autoras que fueron marcantes en la época porque osaron cuestionar, a través de la literatura, el machismo de la sociedad. Entre las escritoras homenajeadas estuvieron George Sand, Emily Brontë, Emily Dickinson y las brasileñas Nísia Floresta y Júlia Lopes de Almeida.

## Obra
Entre su obra destaca:

### Novelas
- 1889: Memórias de Marta. Sorocaba: Durski, 1889. (Presentado en serie en el diario Tribuna Liberal).
- 1892: A família Medeiros. Río de Janeiro: Publisher unnamed, 1892. (Presentado en serie en el diario Gazeta de Noticias, del 16 de octubre al 17 de diciembre de 1891).
- 1897: A viúva Simões (La viuda Simões). Lisboa: António Maria Pereira, 1897. (Presentado en serie en el diario Gazeta de Noticias, 1895).
- 1901: A falência (La bancarrota). Río de Janeiro: Oficina de Obras da Tribuna, 1901.
- 1905: A intrusa (La intrusa). Río de Janeiro: Francisco Alves, 1908. (Presentado en serie en el diario Jornal do Commercio, 1905).
- 1908: Cruel amor. Río de Janeiro: Francisco Alves, 1911. (Presentado en serie en el diario Jornal do Commercio, 1908).
- 1913: Correio da roça (‘correo desde la plantación’). Río de Janeiro: Francisco Alves, 1913. (Presentado en serie en el diario O País, del 7 de septiembre de 1909 al 17 de octubre de 1910).
- 1914: A Silveirinha (‘la niña de los Silveira’). Río de Janeiro: Francisco Alves, 1914. (Presentado en serie en el diario Jornal do Comércio, 1913).
- A casa verde (con Filinto de Almeida). São Paulo: Companhia Editora Nacional, 1932. (Presentado en serie en el diario Jornal do Commercio, 18 de diciembre de 1898 al 16 de marzo de 1899).
- 1934: Pássaro tonto. São Paulo: Companhia Editora Nacional, 1934.

### Ficción corta
- 1886: Contos infantis (con Adelina Lopes Vieira). Lisboa: Companhia Editora, 1886.
- 1887: Traços e illuminuras. Lisboa: Typographia Castro & Irmão, 1887.
- 1803: Ância eterna. Río de Janeiro: H. Garnier, 1903.
  - Revised edition: Río de Janeiro: A Noite: 1938.
- 1907: Histórias da nossa terra. Río de Janeiro: Francisco Alves, 1907.
- 1917: Era uma vez.... Río de Janeiro: Jacintho Ribeiro dos Santos, 1917.
- 1922: A isca (‘la carnada’ o ‘el señuelo’). Río de Janeiro: Leite Ribeiro, 1922.
  - Incluye cuatro novelas:
  - A isca,
  - O homen que olha para dentro,
  - O laço azul y
  - O dedo do velho.

### Teatro
- 1909: A herança. Río de Janeiro: Typographia do Jornal do Commercio, 1909. (Estrenado en el Teatro de Exposição Nacional, 4 de septiembre de 1908).
- 1917: Teatro. Oporto (Portugal): Renascença Portuguesa, 1917.
  - Incluye: Quem não perdoa, Doidos de amor y Nos jardins de Saul.

### Otros
- 1896: Livro das noivas. Río de Janeiro: editor anónimo, 1896.
- 1806: Livro das donas e donzellas. Río de Janeiro: Francisco Alves, 1906.
- 1910: Eles e elas. Río de Janeiro: Francisco Alves, 1910.
- 1911: «Cenas e paisagens do Espíritu Santo», en la Revistaa do Instituto Histórico e Geográfico Brasileiro, 75: págs. 177-217.
- 1916: A árvore (con Afonso Lopes de Almeida). Río de Janeiro: Francisco Alves, 1916.
- 1920: Jornadas no meu país. Río de Janeiro: Francisco Alves, 1920.
- 1922: Jardim florido, jardinagem. Río de Janeiro: Leite Ribeiro: 1922.
- 1922: Brasil, conferencia pronunciada por la autora en la Biblioteca del Consejo Nacional de Mujeres de la Argentina. Buenos Aires, 1922.
- 1923: "Oração a Santa Dorotéia". Río de Janeiro: Francisco Alves, 1923.
- 1925: Maternidade. Río de Janeiro: Olivia Herdy de Cabral Peixoto, 1925. (Presentado en serie en el diario Jornal do Commercio, 8/19/1924-8/24/1925).
- 1925: Oração à bandeira. Río de Janeiro: Olivia Herdy de Cabral Peixoto, 1925.

### Obra en español
- 2022: La intrusa. Editorial, Libros de Seda.
- 2022: Érase una vez... Editorial, Media Fanega.
- 2023: La familia Medeiros. Editorial, Libros de Seda